# Świątynia Xuanmiao

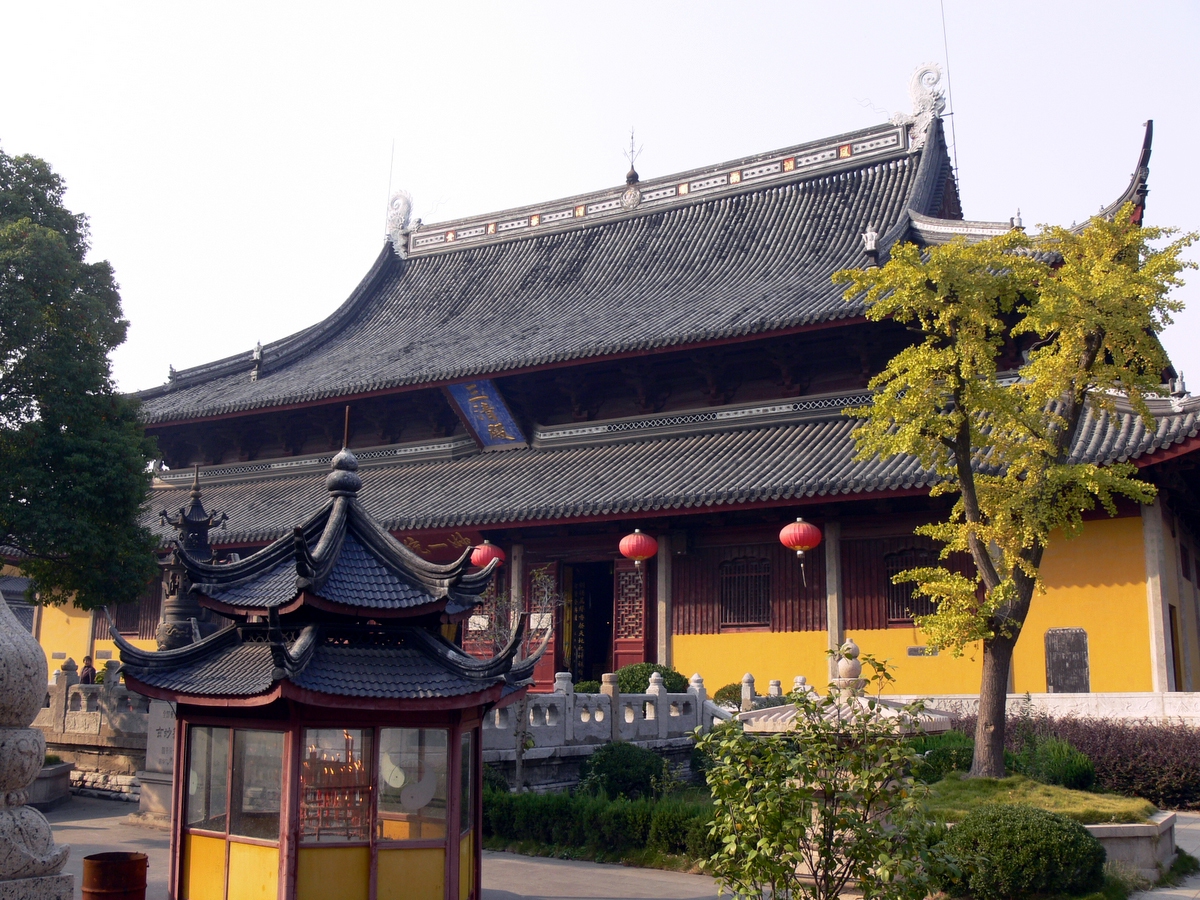
Pawilon Sanqing

Świątynia Xuanmiao (chiń. 玄妙观; pinyin Xuánmiào Guàn) – zabytkowa świątynia taoistyczna znajdująca się w mieście Suzhou w chińskiej prowincji Jiangsu.
Pierwotne zabudowania świątynne wzniesiono w 276 roku, za panowania dynastii Jin. W ciągu wieków kilkukrotnie przebudowywana i przemianowywana. Jej obecny kształt pochodzi z przebudowy przeprowadzonej w latach 1146–1179 (dyn. Song), a obecną nazwę nadano jej w 1281 roku (dyn. Yuan). Po rozbudowie dokonanej za czasów dynastii Qing stanowiła jedną z największych świątyń taoistycznych w Chinach, składającą się z ponad 30 pawilonów. Za czasów cesarza Kangxi (1661–1722) nazwę świątyni zmieniono na Yuanmiao (元妙观, Yuánmiào Guān), z powodu obecności znaku xuan (玄) w imieniu osobistym władcy, przez co uległ on tabuizacji.
Głównym budynkiem świątyni jest pawilon Sanqing (三清殿), wybudowany w czasach dynastii Song, zajmujący powierzchnię 1150 m². Wewnątrz znajdują się 7-metrowe, pokryte złotem posągi Trojga Czystych, którym poświęcona jest budowla. W czasie rewolucji kulturalnej pawilon służył za miejsce zgromadzeń hunwejbinów, a oryginalne posągi bóstw z czasów dynastii Song zostały zniszczone, w związku z czym obecnie zastąpione są one współcześnie wykonanymi kopiami.